# Estreito de Polillo

O estreito de Polillo é um estreito nas Filipinas, e que separa as ilhas de Luzón e Polillo.